# Aussenstelle Westerplatte
Aussenstelle Westerplatte (Außenstelle Westerplatte) – niemiecki nazistowski podobóz KL Stutthof, zlokalizowany na półwyspie Westerplatte.

## Historia
Od 10 września 1939 Westerplatte było miejscem pracy około 200 więźniów sprowadzonych z tymczasowego więzienia urządzonego w gdańskiej Victoriaschule. Od 16 września więźniowie dowożeni byli promem z koszar z obozu Zivilgefangenenlager Neufahrwasser.
Podobóz istniał od wiosny 1940, prawdopodobnie po zlikwidowaniu obozu w Nowym Porcie. Istniał do połowy 1941, w dokumentach po raz ostatni wymieniony był 11 czerwca 1941. Przed marcem 1940 więźniowie pracujący na Westerplatte byli doprowadzani początkowo z Victoriaschule, a następnie z obozu w Nowym Porcie.

## Więźniowie
Więźniowie byli zakwaterowani w nieuszkodzonej części dawnej polskiej Składnicy Tranzytowej. Praca polegała na oczyszczaniu terenu Westerplatte, usuwaniu niewybuchów, a od wiosny 1940 również przy rozbiórce muru z ogrodzenia. Materiały uzyskane z rozbiórek były później dostarczane do budowanego w tym czasie obozu Stutthof. Podobóz liczył kilkudziesięciu więźniów, w miejsce zmarłych lub chorych przysyłani byli nowi z centralnego obozu Stutthof.